# Ubåtsskyddskommissionen
Ubåtsskyddskommissionen var en parlamentarisk utredning med uppgift att undersöka vad som låg bakom de misstänkta ubåtskränkningar av Sverige som skett och vilka åtgärder som krävdes för att motverka sådana. Kommissionen avlämnade sitt betänkande i slutet av april 1983, SOU 1983:13, "Att möta ubåtshotet. Ubåtskränkningarna och svensk säkerhetspolitik". Kommissionens slutsats att det var sovjetiska ubåtar som låg bakom ledde till att den svenska regeringen avlämnade en formell protest mot detta till Sovjetunionen.

## Tillsättandet
Den 21 oktober 1982 tillkallades en kommission med uppdraget att undersöka ubåtskränkningarna av svenskt territorium. En av statsminister Olof Palme ledd socialdemokratisk regering hade efter septembervalet tillträtt mitt under Horsfjärden-incidenten i början av oktober 1982 där den svenska marinen jagade en misstänkt utländsk ubåt. Beslutet att tillsätta Ubåtsskyddskommissionen blev en av den nya regeringens första åtgärder när det gällde att hantera frågorna om kränkning av svenskt territorium. Kommissionens uppdrag innehöll väsentligen två huvudkomponenter, dels att klarlägga, redovisa och bedöma händelser och utveckling när det gällde ubåtskränkningarna, dels bedöma om förstärkningar av Sveriges förmåga att hävda sitt territorium mot kränkande ubåtar var påkallade, samt lämna förslag härvidlag.
Till ordförande utsågs förre utrikes- och försvarsministern Sven Andersson och till ledamöter fyra riksdagsmän, Carl Bildt från moderaterna, Lars Eliasson, centerpartiet, samt socialdemokraternas Maj-Lis Lööw och Olle Svensson. Experter var Sven Hellman, Försvarsdepartementet och chefen för Försvarsstaben viceamiralen Bror Stefenson. Till kommissionens sekreterare utsågs departementssekreteraren Michael Sahlin, Utrikesdepartementet. Ubåtsskyddskommissionen avlämnade sitt betänkande den 26 april 1983 (bilaga 1, SOU 1983:13, "Att möta ubåtshotet. Ubåtskränkningarna och svensk säkerhetspolitik").

## Utpekandet av Sovjetunionen
Vad som i efterhand kommit att noteras från kommissionens slutliga betänkande är dels dess detaljerade beskrivning av inkräktarnas undervattensaktiviteter i Horsfjärden med omnejd, dels den nationalitetsbestämning, nämligen Sovjetunionen, som betänkandet utmynnade i. Ubåtsskyddskommissionen presenterade vad man kallade "Det sannolika händelseförloppet", vilket baserades på den information som bottenspåren tillhandahållit och på en omsorgsfull kartläggning av det stora antal observationer som inrapporterats, samt sågs mot bakgrund av annan kunskap om denna typ av ubåtsoperationer. Berörda militära myndigheter hade på kommissionens uppdrag "redovisat en sannolik bild". Denna sammanfattades i en beskrivning enligt vilken tre moderubåtar och tre miniubåtar opererade i Stockholms södra och mellersta skärgård.
Ubåtsskyddskommissionens utpekande av Sovjetunionen som den för kränkningarna ansvariga makten fick en omfattande politisk dimension som bidrog till att rubba en del av föreställningarna och förutsättningarna för den svenska utrikespolitiken. Kommissionen själv underströk allvaret i den nya situation som man själv tecknat: att de upptrappade ubåtskränkningarna utgjorde ett hot och en utmaning mot trovärdigheten i Sveriges säkerhets- och neutralitetspolitik. Kränkningarnas omfattning, karaktär och inriktning visade att de måste betraktas som ett hot mot svensk säkerhet och svensk krigsavhållande förmåga. Mot bakgrund av utpekandet av Sovjetunionen som de kränkande ubåtarnas hemvist slog kommissionen fast att det inte var rimligt att anta att dessa operationer skulle utföras av militära myndigheter utan vetskap och sanktion från den ansvariga politiska ledningens sida.
Kommissionens resonemang inleddes med iakttagelsen att det, trots omfattande undersökningar med olika tekniska hjälpmedel, inte påträffats några konkreta bevis i form av föremål eller fotografier, som kunnat styrka eller verifiera optiska observationer. Dock ansåg sig kommissionen genom skisser och noggranna intervjuer som uppföljning av optiska observationer ha fått information om ifrågavarande ubåtstyp. Kommissionen åberopade därtill efteranalysen av inspelade hydrofonljud som skulle ge indikationer som gav information om pakt- eller nationstillhörighet. Sedan anförde kommissionen: "På liknande sätt är det möjligt att via signalspaning erhålla underlag för bedömningar av ubåtarnas nationella hemvist."
Vidare framhöll kommissionen att ingen observation erhållits som tydde på intrång av ubåt tillhörande NATO. Därtill fogades att förekomsten i svenska Östersjöskärgården av ett flertal tekniskt avancerade miniubåtar av experterna ansågs ge viktiga besked i nationalitetsfrågan. Summan av dessa indicier tillsammans med kända operationsmönster i Östersjön gjorde det enligt kommissionen klart att kränkningarna vid Horsfjärden utförts av ubåtar tillhörande Warszawapakten, vilket i sammanhanget var liktydigt med Sovjetunionen.
En senare utredning om eventuella ubåtskränkningar av Sverige, "Perspektiv på ubåtsfrågan" (SOU 2001:85) ansåg att utpekandet av Sovjetunionen var osäkert grundat, indiciekedjan verkade inte stark och inget hade senare framkommit som skulle ge ytterligare stöd åt kommissionens slutsats. Denna utredning menade att Ubåtsskyddskommissionens ledamöter, och då i synnerhet dess ordförande Sven Andersson, någon gång i början av mars 1983 bestämde sig för att ett utpekande av Sovjetunionen var en nödvändighet, och det oberoende av bevisunderlaget. I Överbefälhavarens dagbok den 8 mars sägs att Sven Andersson då menade att så mycket var känt eller kunde antas vara känt i fråga om en Warszawapaktsoperation att om man inte gjorde en tydlig bedömning av nationaliteten, skulle man komma att få en debatt med påståenden om att svenskarna avsiktligt inte gick ut i nationalitetsfrågan, vilket kunde komma att betraktas "som att vi försökte att politiskt komma billigt undan". Av samma dagboksanteckning framgår att för regeringens del försvarsminister Anders Thunborg oroade sig över en sådan utveckling av kommissionens tänkande i frågan om nationalitetsbestämning, och framhöll de många osäkerheter som fortfarande gällde. Den 8 april skriver ÖB att det nu föreföll klart att Ubåtsskyddskommissionen hade bestämt sig för att peka ut Sovjetunionen som den sannolike inkräktaren. Detta skulle enligt ÖB ske mot bakgrund av ett antal indicier och inte vara grundat på bevis.
Förre kabinettssekreteraren Sverker Åström har i intervju berättat att Sven Andersson cirka tio dagar innan det att Ubåtsskyddskommissionen framlade sitt betänkande, vilket skedde den 26 april 1983, kontaktat Åström rörande frågan om Sovjetunionens eventuella utpekande. Mot ett sådant talade att kommissionen inte var säker på grund av brister i bevisningen, men om ett utpekande inte skedde fanns det risk för en inrikespolitisk kris. Enligt Åström hade Andersson dock menat att kommissionen "hade tillräckligt på fötterna (för ett utpekande), om än inte galoscher". Åström har vidare i en tidningsartikel 1996 uppgivit att Sven Andersson månaderna före publiceringen hade hållit nära kontakt med Åström om de slutliga formuleringarna och slutsatserna. Sven Andersson hade enligt Åström varit "tveksam om bevisningen var juridiskt bindande". SOU 2001:85 menar att Sven Andersson hade kommit till slutsatsen att Sovjetunionen måste utpekas som ansvarig för de konstaterade undervattenskränkningarna på andra grunder än en inte helt hållbar indiciekedja. Hans eget refererade uttalande till ÖB i mars månad och andra indikationer tydde på att Andersson såg ett utpekande av Sovjetunionen som en politisk nödvändighet.
SOU 2001:85 menar att statsminister Palme blev påtagligt upprörd när han den 12 april av Sven Andersson och formellt den 15 april, endast ett tiotal dagar före offentliggörandet, orienterades av försvarsministern Thunborg om betänkandets innehåll. Palme menade att han ställts inför ett fullbordat faktum och att Andersson inte förvarnat honom eller konsulterat om betänkandets innehåll och då i synnerhet utpekandet av Sovjetunionen. Vid beredningen inom regeringen om hur man skulle reagera på betänkandet framgick att åtminstone två statsråd, utrikesminister Lennart Bodström och justitieminister Ove Rainer, ifrågasatte om regeringen, på grund av svag bevisning, skulle kunna godta Ubåtsskyddskommissionens nationalitetsbestämning. Olof Palme ansåg dock att det inte fanns något alternativ för regeringen än att acceptera kommissionens betänkande. Den inrikespolitiska situationen skulle ha blivit ohållbar om regeringen på svårförklarliga grunder ignorerade den respekterade Sven Andersson och en enig politisk utrednings bedömning.
I en protestnote den 26 april till Sovjetunionen, förberedd av Thunborg och Åström, berördes Ubåtsskyddskommissionens bedömning att ubåtarna hade varit sovjetiska och förklarade regeringen för sin del att den inte hade några uppgifter som motsade kommissionens slutsatser. Regeringen hade därför dragit slutsatsen att det varit fråga om sovjetiska ubåtar. De framförde därför i noten en skarp protest mot de grova kränkningar av svenskt territorium som den sovjetiska marinen gjort sig skyldig till. Man anförde vidare att kränkningarna utgjorde ett allvarligt brott mot folkrättsliga regler och finge tolkas som led i avsiktliga och olagliga försök att utforska det svenska sjöterritoriet. Regeringen förklarade att denna verksamhet måste starkt fördömas. Man begärde slutligen av Sovjetunionens regering att den till den sovjetiska marinen gav sådana instruktioner att kränkningarna av svenskt territorium upphörde.